# Cotulinae
 Cotulinae  Kitt., 1844 è una sottotribù di piante angiosperme dicotiledoni della famiglia delle Asteraceae (sottofamiglia Asteroideae e tribù Anthemideae/clade Southern hemisphere grade).

## Etimologia
Il nome della sottotribù deriva dal suo genere tipo Cotula L., la cui etimologia deriva dalla parola greca "kotule" (= tazzina) e fa riferimento alla cavità posta alla base delle foglie di tipo amplessicaule di alcune specie di questo genere.

Il nome scientifico è stato definito per la prima volta dal botanico bavarese Martin Baldwin Kittel (1796/7/8 - 1885) nella pubblicazione "Taschenbuch der Flora Deutschlands, edition 2 -  2: 609. 1844" del 1844.

## Descrizione

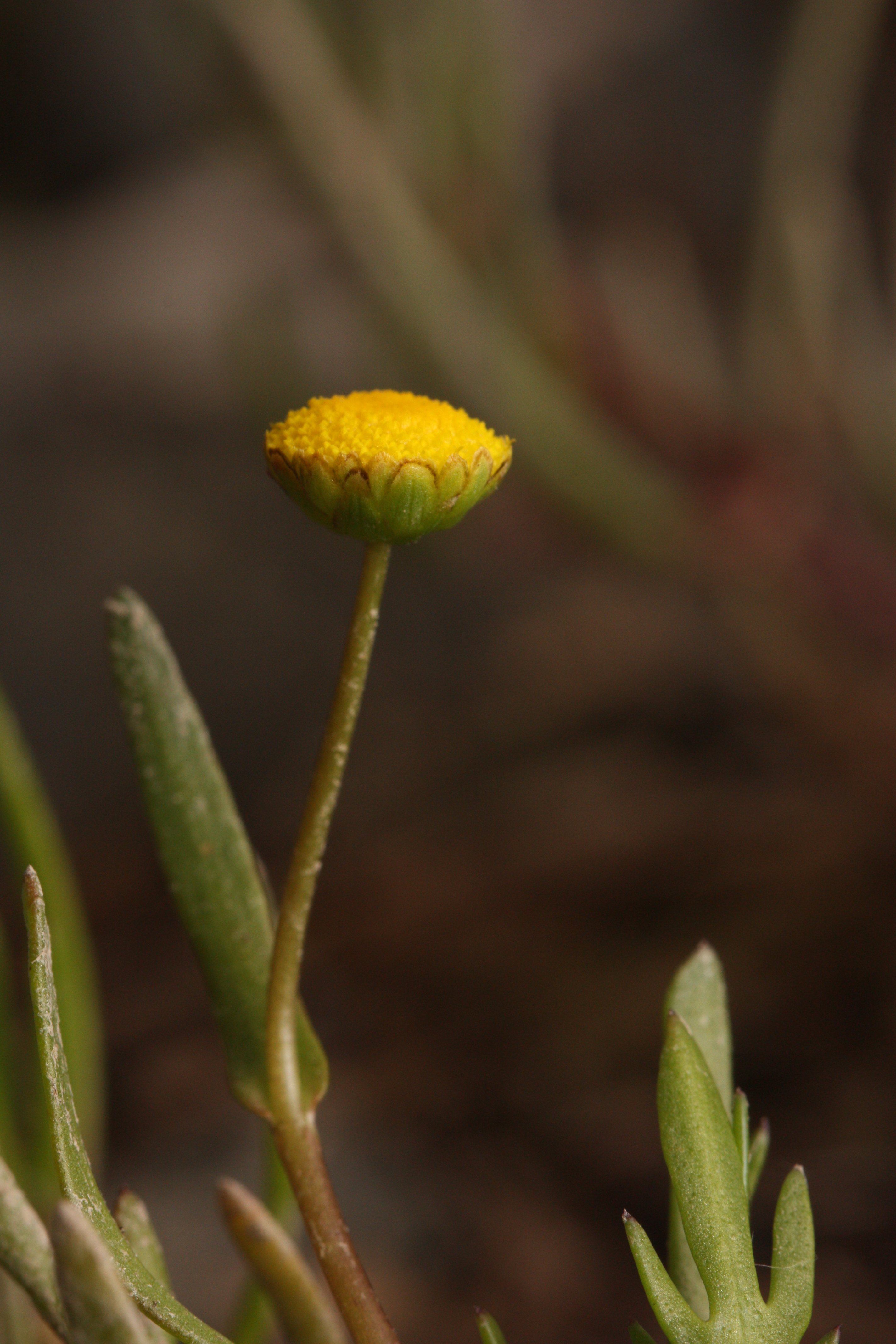
Il portamento
Cotula coronopifolia

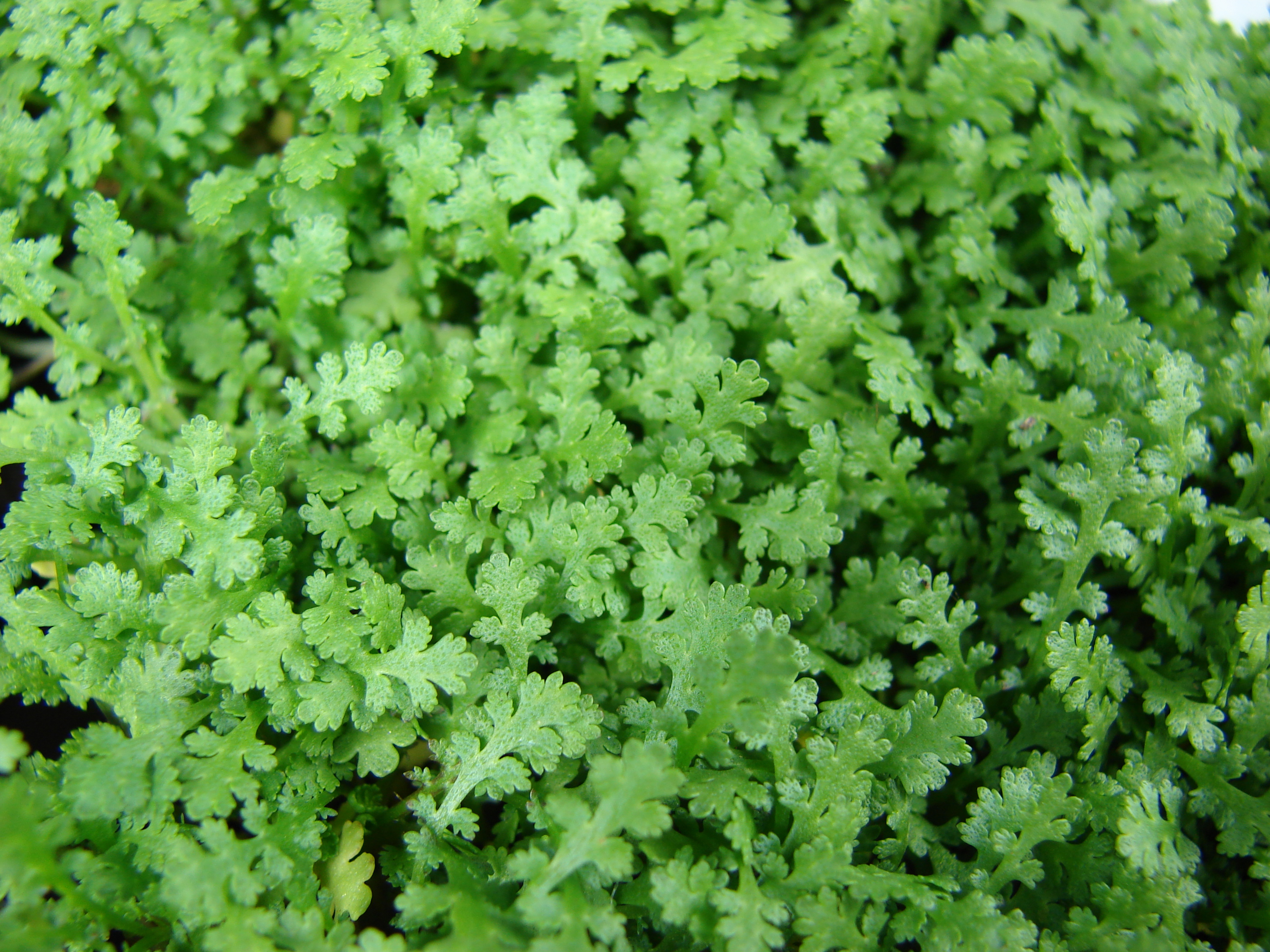
Le foglie
Leptinella gruveri

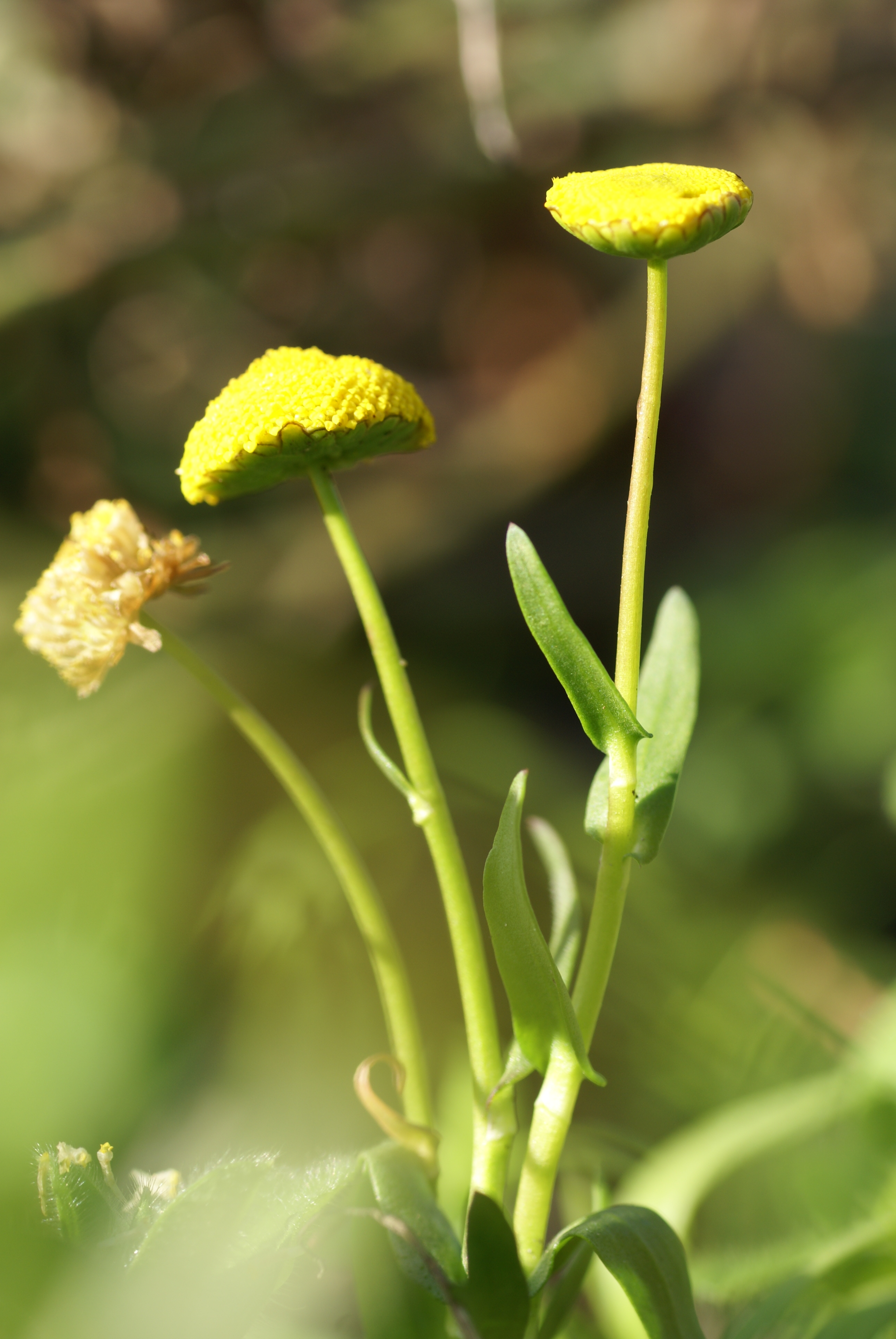
Infiorescenza
Cotula leptalea

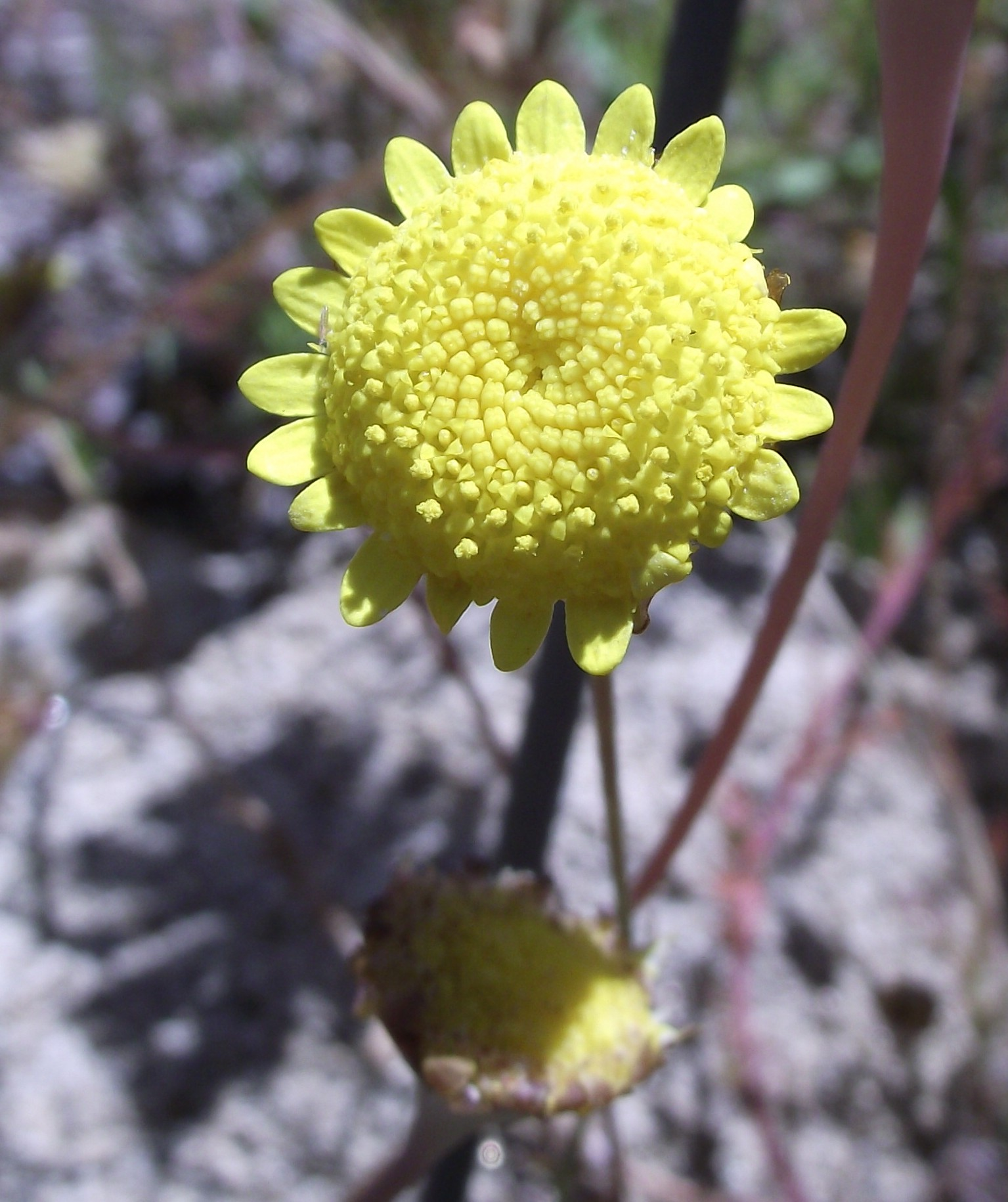
I fiori
Cotula turbinata

Portamento. Le piante di questa sottotribù sono soprattutto arbusti (o sub-arbusti) e piante erbacee perenni e annuali; alcune specie sono rampicanti (Hilliardia); altre sono aromatiche. Poche sono annuali (Cotula, Leptinella e Soliva). L'indumento è formato da peli basifissi oppure è glabro.
Fusto. La parte aerea in genere è eretta, semplice o ramosa.
Foglie. Le foglie sono disposte in modo alterno (ma possono essere anche opposte in Cotula) con lamina a forma da lanceolata a lineare di tipo pennatosetta (1 – 2 volte); i bordi possono essere seghettati (come in Adenanthellum) oppure interi. La superficie può essere ghiandolosa.
Infiorescenza. Le sinflorescenze sono formate da capolini o solitari o raccolti in modo corimboso sia denso che lasso. Le infiorescenze vere e proprie sono composte da un capolino terminale peduncolato di tipo radiato, disciforme o discoide, normalmente con fiori eterogami (raramente omogami). I capolini sono formati da un involucro, con forme emisferiche, talvolta obconiche o cilindriche, composto da diverse brattee, al cui interno un ricettacolo fa da base ai fiori di due tipi: fiori del raggio e fiori del disco. Le brattee, piatte, a consistenza erbacea, con margini scariosi (a parte il genere Lidbeckia), sono disposte in modo più o meno embricato su 2 - 4 serie.  La forma del ricettacolo può essere convessa, piatta, conica, elongata o emisferica; normalmente è privo di pagliette a protezione della base dei fiori, ma a volte può essere peloso (Lidbeckia e Thaminophyllum) o marginalmente con pagliette (Schistostephium).
Fiori.  I fiori sono tetra-ciclici (formati cioè da 4 verticilli: calice – corolla – androceo – gineceo) e pentameri (calice e corolla formati da 5 elementi). Si distinguono in:
- fiori del raggio (esterni): sono femminili e sono disposti su una serie; la forma è ligulata (zigomorfa); sono fertili o anche sterili;
- fiori del disco (centrali): sono più numerosi con forme brevemente tubulose (attinomorfe); sono ermafroditi o funzionalmente maschili (Hippia, Leptinella, Schistostephium e Soliva) e raramente sono sterili.

- Formula fiorale:

*/x K {\displaystyle \infty }, [C (5), A (5)], G 2 (infero), achenio
- Calice: i sepali del calice sono ridotti ad una coroncina di squame.
- Corolla: 
  - fiori del raggio: la forma della corolla alla base è più o meno tubulosa-imbutiforme, mentre all'apice è ligulata; la ligula può terminare con alcuni denti; il colore è bianco;
  - fiori del disco: la forma è tubulare bruscamente divaricata in 5 lobi (sono presenti fiori anche con 3 – 4 lobi); i lobi, patenti o eretti, hanno una forma deltata o più o meno lanceolata; il colore è giallo; in alcune specie i lobi hanno un canale centrale resinoso e un lobo dei fiori centrali tubulosi del disco può essere di tipo radiato (Cotula), oppure i lobi sono diversi tra di loro (alcuni larghi e altri stretti); in Adenanthellum, Inezia e Thaminophyllum i lobi confluiscono con gli acheni.
- Androceo: l'androceo è formato da 5 stami (alternati ai lobi della corolla) sorretti da filamenti generalmente liberi; gli stami sono connati e formano un manicotto circondante lo stilo. Le antere possono essere sia di tipo basifissa che mediofissa (ossia attaccate al filamento per la base – nel primo caso; oppure in un punto intermedio – nel secondo caso).[12] Questa caratteristica ha valore tassonomico in quanto distingue i generi gli uni dagli altri. Il tessuto endoteciale (rivestimento interno dell'antera) è quasi sempre non polarizzato. Il polline è sferico con un diametro medio di circa 25 micron;  è tricolporato (con tre aperture sia di tipo a fessura che tipo isodiametrica o poro) ed è echinato (con punte sporgenti). La parte apicale delle appendici delle antere ha delle forme ovato-ellittiche.
- Gineceo: l'ovario è infero uniloculare formato da 2 carpelli. Lo stilo (il recettore del polline) è filiforme e profondamente bifido (con due stigmi divergenti) e con le linee stigmatiche marginali separate o contigue. I due bracci dello stilo hanno una forma troncata e possono essere papillosi o ricoperti da ciuffi di peli. In alcune specie lo stilopodio alla fruttificazione si presenta ingrossato e persistente.

Frutti. I frutti sono degli acheni con pappo (a volte il pappo può mancare);
- achenio: gli acheni sono di tipo polimorfo (oblunghi, subglobosi o da dorso-ventralmente piatti e ellittici) a volte compressi e con alcune (2 - 10) coste o 3 - 4 angoli; a volte sono presenti due ali laterali;
- pappo: il pappo normalmente è formato da alcune scaglie apicali (o è assente).

### Struttura del capolino, della corolla e dell'achenio
| Genere          | Tipo capolino       | Numero serie brattee dell'involucro | Lobi della corolla       | Numero coste (angoli) dell'achenio |
| --------------- | ------------------- | ----------------------------------- | ------------------------ | ---------------------------------- |
| Adenanthellum   | radiato             | 3 - 4                               | 5                        | 10                                 |
| Cotula          | discoide/disciforme | 2 - 3                               | 3 - 4                    | 2 (coste simili ad ali)            |
| Hilliardia      | radiato             | 2 - 3                               | 4                        | 2 - 3                              |
| Hippia          | discifome           | 3                                   | 5 (2 larghi e 3 stretti) | 2 (coste simili ad ali)            |
| Inezia          | radiato             | 3 - 5                               | 4                        | 4                                  |
| Leptinella      | discoide/disciforme | 2                                   | 4                        | senza coste                        |
| Lidbeckia       | radiato             | 3 - 4                               | 4                        | 3 - 8                              |
| Schistostephium | discoide/disciforme | 2 - 3                               | 4                        | 2 (coste simili ad ali)            |
| Soliva          | disciforme          | 2                                   | 3 - 4                    | 2 (coste simili ad ali)            |
| Thaminophyllum  | radiato             | 3 - 4                               | 4                        | 3 - 4                              |

## Biologia
Impollinazione: l'impollinazione avviene tramite insetti (impollinazione entomogama tramite farfalle diurne e notturne).

Riproduzione: la fecondazione avviene fondamentalmente tramite l'impollinazione dei fiori (vedi sopra).

Dispersione: i semi (gli acheni) cadendo a terra sono successivamente dispersi soprattutto da insetti tipo formiche (disseminazione mirmecoria). In questo tipo di piante avviene anche un altro tipo di dispersione: zoocoria. Infatti gli uncini delle brattee dell'involucro (se presenti) si agganciano ai peli degli animali di passaggio disperdendo così anche su lunghe distanze i semi della pianta. Inoltre per merito del pappo (se presente) il vento può trasportare i semi anche a distanza di alcuni chilometri (disseminazione anemocora).

## Distribuzione e habitat
Le specie di questo gruppo sono distribuite quasi prevalentemente nell'emisfero australe. Il maggior centro di diversità si ha nel Sudafrica e altre zone australi con habitat di tipo subtropicale. Poche sono le specie più a nord (Messico). Alcune si trovano in Italia. Nella tabella più sotto sono indicate in dettaglio le distribuzioni relative ai vari generi della sottotribù:

## Sistematica
La famiglia di appartenenza di questa voce (Asteraceae o Compositae, nomen conservandum) probabilmente originaria del Sud America, è la più numerosa del mondo vegetale, comprende oltre 23.000 specie distribuite su 1.535 generi, oppure 22.750 specie e 1.530 generi secondo altre fonti (una delle checklist più aggiornata elenca fino a 1.679 generi). La famiglia attualmente (2021) è divisa in 16 sottofamiglie; la sottofamiglia Asteroideae è una di queste e rappresenta l'evoluzione più recente di tutta la famiglia.

### Filogenesi
Il gruppo di questa voce è descritto nella tribù Anthemideae, una delle 21 tribù della sottofamiglia Asteroideae). Da un punto di vista filogenetico, la tribù Anthemideae fa parte del supergruppo (o sottofamiglia) "Asteroideae grade"; l'altro è il supergruppo "Non-Asteroideae" contenente il resto delle sottofamiglie delle Asteraceae. All'interno del supergruppo è vicina alle tribù Senecioneae, Calenduleae, Gnaphalieae e Astereae.
La sottotribù Athanasiinae è caratterizzata dalle seguenti proprietà: il ricettacolo, piatto (o da emisferico a conico), è provvisto, oppure no, di pagliette; Il tessuto endoteciale è quasi sempre polarizzato; l'indumento è formato da peli basifissi (o anche mediafissi); il numero cromosomico di base è x = 8.
In base alle ultime ricerche nella tribù sono stati individuati (provvisoriamente) 4 principali lignaggi (o cladi): "Southern hemisphere grade", "Asian-southern African grade", "Eurasian grade" e "Mediterranean clade". La sottotribù di questa voce è compresa nel clade Southern hemisphere grade insieme alle sottotribù Athanasiinae, Phymasperminae, Inulantherinae, Osmitopsidinae e Ursiniinae.
La costituzione di questo gruppo è relativamente recente. Molti generi, in passato, appartenevano ad altre sottotribù come le Matricariinae (Cotula, Hilliardia, Hippia, Leptinella, Schistostephium e Soliva) e le Thaminophyllinae (Adenanthellum, Inezia, Lidbeckia e Thaminophyllum). La sottotribù Cotulinae, pur essendo formata da diverse specie morfologicamente diverse, dalle analisi filogenetiche risulta monofiletica (a parte il genere Hippia che in alcune analisi sembra associato ai membri della sottotribù Pentziinae. Ad esempio il clade formato dai generi Cotula, Leptinella e Solivia (chiamato “Gruppo di Cotula") presenta nei capolini una morfologia molto complessa e diversificata. Sono anche gli unici generi con rappresentati nelle zone dell'America.
Un carattere plesiomorfo sono i peli basifissi. Le apomorfie (o "caratteri derivati") sono i ricettacoli privi di pagliette e le corolle quadrilobate dei fiori tubolari (con eccezione di Adenantellum e Hippia).
Il cladogramma a lato (estratto dallo studio citato e semplificato) costruito sull'analisi molecolare di alcune specie della sottotribù propone una possibile configurazione filogenetica di questa sottotribù.
|  | \| \| Cotula \| \| \| \| \| \| Soliva \| \| \| \| |
|  |                                                   |
|  | Leptinella                                        |
|  |                                                   |
|  | Cotula                                            |
|  |                                                   |
|  | Soliva                                            |
|  |                                                   |

|  | Cotula |
|  |        |
|  | Soliva |
|  |        |

|  | \| \| Lidbeckia \| \| \| \| \| \| Thaminophyllum \| \| \| \| |
|  |                                                              |
|  | Hippia                                                       |
|  |                                                              |
|  | Lidbeckia                                                    |
|  |                                                              |
|  | Thaminophyllum                                               |
|  |                                                              |

|  | Lidbeckia      |
|  |                |
|  | Thaminophyllum |
|  |                |

|  | \| \| Schistostephium \| \| \| \| \| \| Hilliardia \| \| \| \| |
|  |                                                                |
|  | Inezia                                                         |
|  |                                                                |
|  | Adenanthellum                                                  |
|  |                                                                |
|  | Schistostephium                                                |
|  |                                                                |
|  | Hilliardia                                                     |
|  |                                                                |

|  | Schistostephium |
|  |                 |
|  | Hilliardia      |
|  |                 |

|  | \| \| Lidbeckia \| \| \| \| \| \| Thaminophyllum \| \| \| \| |
|  |                                                              |
|  | Hippia                                                       |
|  |                                                              |
|  | Lidbeckia                                                    |
|  |                                                              |
|  | Thaminophyllum                                               |
|  |                                                              |

|  | Lidbeckia      |
|  |                |
|  | Thaminophyllum |
|  |                |

|  | \| \| Schistostephium \| \| \| \| \| \| Hilliardia \| \| \| \| |
|  |                                                                |
|  | Inezia                                                         |
|  |                                                                |
|  | Adenanthellum                                                  |
|  |                                                                |
|  | Schistostephium                                                |
|  |                                                                |
|  | Hilliardia                                                     |
|  |                                                                |

|  | Schistostephium |
|  |                 |
|  | Hilliardia      |
|  |                 |

|  | \| \| Cotula \| \| \| \| \| \| Soliva \| \| \| \| |
|  |                                                   |
|  | Leptinella                                        |
|  |                                                   |
|  | Cotula                                            |
|  |                                                   |
|  | Soliva                                            |
|  |                                                   |

|  | Cotula |
|  |        |
|  | Soliva |
|  |        |

|  | \| \| Lidbeckia \| \| \| \| \| \| Thaminophyllum \| \| \| \| |
|  |                                                              |
|  | Hippia                                                       |
|  |                                                              |
|  | Lidbeckia                                                    |
|  |                                                              |
|  | Thaminophyllum                                               |
|  |                                                              |

|  | Lidbeckia      |
|  |                |
|  | Thaminophyllum |
|  |                |

|  | \| \| Schistostephium \| \| \| \| \| \| Hilliardia \| \| \| \| |
|  |                                                                |
|  | Inezia                                                         |
|  |                                                                |
|  | Adenanthellum                                                  |
|  |                                                                |
|  | Schistostephium                                                |
|  |                                                                |
|  | Hilliardia                                                     |
|  |                                                                |

|  | Schistostephium |
|  |                 |
|  | Hilliardia      |
|  |                 |

|  | \| \| Lidbeckia \| \| \| \| \| \| Thaminophyllum \| \| \| \| |
|  |                                                              |
|  | Hippia                                                       |
|  |                                                              |
|  | Lidbeckia                                                    |
|  |                                                              |
|  | Thaminophyllum                                               |
|  |                                                              |

|  | Lidbeckia      |
|  |                |
|  | Thaminophyllum |
|  |                |

|  | \| \| Schistostephium \| \| \| \| \| \| Hilliardia \| \| \| \| |
|  |                                                                |
|  | Inezia                                                         |
|  |                                                                |
|  | Adenanthellum                                                  |
|  |                                                                |
|  | Schistostephium                                                |
|  |                                                                |
|  | Hilliardia                                                     |
|  |                                                                |

|  | Schistostephium |
|  |                 |
|  | Hilliardia      |
|  |                 |

I caratteri distintivi delle specie di questa sottotribù sono:
- il ricettacolo normalmente è privo di pagliette;
- il tessuto endoteciale non è polarizzato;
- l'indumento si compone di peli basifissi;
- la cromosomia di base è x = 10, ridotta a 9 o 8, ma anche aumentata a 13, 15 e 17.

Il “genere-tipo” per questa sottotribù è Cotula L., la cui “specie-tipo” a sua volta è Cotula coronopifolia L..

Il numero cromosomico della sottotribù varia da 2n = 16 a 2n = 34 (valori intermedi di base: x = 8, 9, 10 e 13). Alcune specie sono poliploidi (Cotula, Leptinella e Soliva).
I seguenti dati sono relativi i tempi di divergenza  (tramite "orologio molecolare") dei vari generi (i numeri si riferisco a milioni di anni fa - Ma):
- 17 Ma: separazione del genere Hippia.
- 11 Ma: separazione diel genere Adenanthellum
- 10 Ma: separazione del genere Hilliardia
- 9 Ma: separazione dei generi Cotula e Soliva.
- 7 Ma: separazione dei generi Leptinella, Inezia, Schistostephium, Lidbeckia e Thaminophyllum.

### Composizione della sottotribù
La sottotribù Cotulinae comprende 10 generi e 126 specie.
| Genere                                  | N. specie                                                                 | Distribuzione                                                           | Caratteri più significativi | Numeri cromosomici                         | Fiori |
| --------------------------------------- | ------------------------------------------------------------------------- | ----------------------------------------------------------------------- | --- | ------------------------------------------ | ----- |
| Adenanthellum B.Nord, 1979              | Una specie: Adenanthellum osmitoides (Harv.) B.Nord, 1979                 | Africa sud-orientale                                                    | Il portamento è erbaceo perenne. - Il pericarpo è privo di cellule miogeniche. - Gli acheni hanno 10 coste longitudinali (con canali resinosi).                                                                                          |                                            |       |
| Cotula L., 1753                         | 55                                                                        | Genere cosmopolita                                                      | I fiori del raggio (non sempre presenti) sono pedicellati. - La corolla dei fiori del disco è piatta. - I fiori centrali del disco sono fertili. - Gli acheni (compressi) sono tetragoni e all'apice sono presenti delle minute scaglie. | 2n = 16, 18 e 20                           |       |
| Hilliardia Rune Bertil Nordenstam, 1987 | Una specie: Hilliardia zuurbergensis (Oliv.) Rune Bertil Nordenstam, 1987 | Provincia del Capo (Sudafrica)                                          | Il portamento è rampicante. - Le foglie sono 1 - 2 pennatosette. - Il ricettacolo è glabro. | 2n = 20                                    |       |
| Hippia L., 1771                         | 8                                                                         | Provincia del Capo                                                      | Il portamento varia da subarbustivo a arbustivo. - L'indumento è formato da peli basifissi. - Gli acheni sono piatti dorsoventralmente (le ali sono opzionali).                                                                          |                                            |       |
| Inezia E.Phillips, 1932                 | 2                                                                         | Africa sud-orientale                                                    | Il ricettacolo è glabro. - Gli acheni hanno una sezione tetragona. - Il pericarpo è privo di cellule miogeniche. - Il pappo è formato da scaglie minute all'apice dell'achenio.                                                          | 2n = 20                                    |       |
| Leptinella Cass., 1822                  | 34                                                                        | Sud America, Nuova Guinea e Australia                                   | I fiori del disco esterni hanno le corolle gonfiate. - I fiori del disco esterni sono femminili e sterili. - Nei fiori del disco esterni le corolle e gli stili non sono persistenti ai frutti.                                          | 2n = 26 (specie poliploidi)                |       |
| Lidbeckia P.J.Bergius, 1767             | 3                                                                         | Sudafrica (Provincia del Capo)                                          | Le foglie sono lobate. - I lobi delle foglie sono mucronati. - Il ricettacolo è peloso. |                                            |       |
| Schistostephium Less., 1832             | 13                                                                        | Africa centrale e meridionale                                           | Il portamento delle piante è arbustivo e subarbustivo. - I capolini sono raccolti in corimbi. - La corolla dei fiori del disco ha 4 lobi. - La parte centrale del ricettacolo ha le pagliette.                                           |                                            |       |
| Soliva Ruiz & Pav., 1794                | 6                                                                         | America del Sud e in parte in America del Nord, altrove è naturalizzata | Il portamento è erbaceo annuale. - I capolini sono sessili alle ascelle delle foglie. - I fiori esterni del disco sono privi di corolla e con uno stilo persistente.                                                                     | 2n = 20 (specie poliploidi 2n = 118 - 120) |       |
| Thaminophyllum Harv., 1865              | 3                                                                         | Provincia del Capo                                                      | Le foglie sono intere con forme da lanceolate a lineari di tipo ericoide. - Il ricettacolo è pubescente. - Il pericarpo possiede cellule miogeniche.                                                                                     | 2n = 20                                    |       |

### Generi della flora spontanea italiana
Nella flora spontanea italiana sono presenti i seguenti generi di questo gruppo:
Cotula
- Cotula coronopifolia  L. - Margherita sudafricana.
- Cotula australis Hook.f. - Margherita australiana.

Soliva
- Soliva sessilis Ruiz & Pav. - Gippulina sessile.
- Soliva stolonifera (Brot.) Loudon - Gippulina stolonifera.